# Megaciella pilosa
Megaciella pilosa är en svampdjursart som först beskrevs av Ridley och Arthur Dendy 1886.  Megaciella pilosa ingår i släktet Megaciella och familjen Acarnidae.
Artens utbredningsområde är Kerguelen. Inga underarter finns listade i Catalogue of Life.